# Dinocheirus dorsalis
Dinocheirus dorsalis es una especie de arácnido  del orden Pseudoscorpionida de la familia Chernetidae.

## Distribución geográfica
Se encuentra en California y en Utah (Estados Unidos).